# Kuncosa ningboensis
Espèce
Synonymes
- Arctosa ningboensis Yin, Bao & Zhang, 1996

Kuncosa ningboensis est une espèce d'araignées aranéomorphes de la famille des Lycosidae.

## Distribution
Cette espèce est endémique de Chine. Elle se rencontre au Zhejiang et au Anhui.

## Description
La femelle holotype mesure 5,20 mm.
Le mâle décrit par Wang, Marusik et Zhang en 2025 mesure 8,62 mm et la femelle 9,20 mm.

## Systématique et taxinomie
Cette espèce a été décrite sous le protonyme Arctosa ningboensis par Yin, Bao et Zhang en 1996. Elle est placée dans le genre Kuncosa par Wang, Marusik et Zhang en 2025.

## Étymologie
Son nom d'espèce, composé de ningbo et du suffixe latin -ensis, « qui vit dans, qui habite », lui a été donné en référence au lieu de sa découverte, Ningbo.

## Publication originale
- Yin, Bao & Zhang, 1996 : « On two new species of wolf spiders from Zhejiang Province (Araneae: Lycosidae). » Acta Arachnologica Sinica, vol. 5, no 1, p. 5-9.